# الوالي أميدان
ولد الوالي أميدان في 26 تشرين الأول/أكتوبر من عام 1986، هو ناشط صحراوي في مجال حقوق الإنسان وخصم عنيد ومعارض للغزو المغربي لإقليم الصحراء الغربية، ومن المعروف أن أفكاره السياسية هذه تسببت في سجنه ثم تعرض في وقت لاحق للتعذيب وذلك ردا على أنشطته لصالح الصحراويين خاصة في مجال حقوق الإنسان.

## الخلفية السياسية
في مايو 2005، بدأ أميداته نشاطاته في الحركة وراء انتفاضة الاستقلال، ومن أجل هذا كان واحدا من أول الصحراويين المدافعين عن حقوق الإنسان الذين يتم القبض عليهم في تلك السنة، وهو عضو في المنظمة المدافعة عن حقوق الصحراوييين والمعروفة اختصارا بـكوديسا.
في عام 2006، وبعد أشهر قليلة من الإفراج عنه تعرض منزل أميدان لهجوم من قبل مجموعة مسلحة من القوات الخاصة من الشرطة المغربية، ثم تم اقتحام المنزل وإلقاء القبض على الوالي أميدان وشقيقته الكورية أميدان وقد تعرضا للسجن والتعذيب في وقت لاحق.
لكن سرعان ما أُطلق سراح أخته، بينما حُكم على الوالي بالسجن مدة خمس سنوات.
وقد قام أميدان بالعديد من الإضرابات عن الطعام أثناء وجوده في السجن احتجاجا على اعتقاله التعسفي، هذا وتجدر الإشارة إلى أنه عندما كان متواجدا في السجن، تم اقتحام منزل عائلته في الصحراء الغربية في مناسبات عديدة، في تعرض مجموعة من أفراد عائلته للضرب على يد قوات الجيش المغربي.